# Pierre Bokma

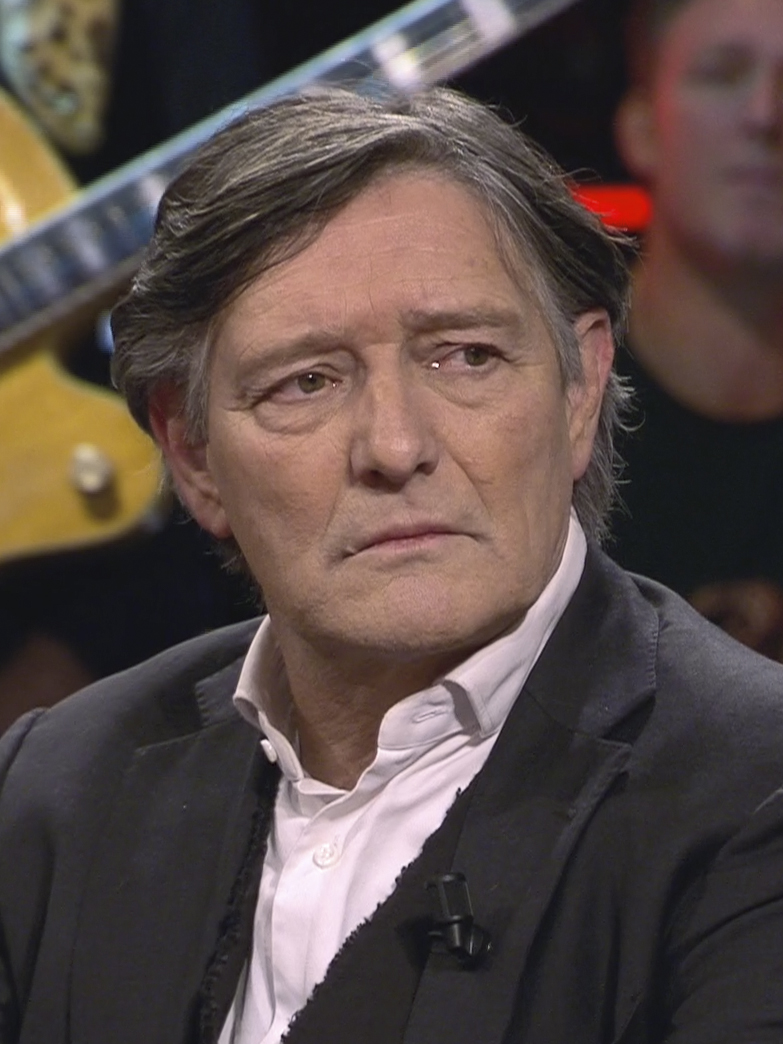

Pierre Henri Martin Bokma (* am 20. Dezember 1955 in Paris) ist ein niederländischer Schauspieler. Er gewann zweimal den wichtigsten Theaterpreis der Niederlande, den Louis d’Or und war Träger der höchsten niederländischen Theaterauszeichnung, dem Albert van Dalsumring.

## Lebenslauf
Von 1977 bis 1978 diente er als Offizier beim 41. Regiment Huzaren Prins Alexander auf dem deutschen NATO-Truppenübungsplatz Bergen als Zugführer eines Leopard 1 Panzerbataillons.
Danach besuchte er bis 1982 die Theaterakademie in Maastricht. Er spielte in verschiedenen Theatergesellschaften, auch in der Kompanie Toneelgroep Amsterdam, wo er ab 2003 für einige Jahre festes Mitglied wurde. Zu Beginn der Theatersaison 2004/2005 und danach spielte er auch, jeweils unter Leitung von Alex van Warmerdam, in der Musiktheatergruppe Orkater und der Theaterkompanie De Mexicaanse Hond. 2008 kündigte er an 2010 bei den Münchner Kammerspielen aufzutreten, wo sein Landsmann Johan Simons in jenem Jahr die Leitung (bis 2015) übernahm. Mit Simon wechselte er 2018/2019 an das Schauspielhaus Bochum.
Neben seiner Theaterarbeit sieht man Bokma seit 1983 auch als Fernsehdarsteller. Einem großen Publikum wurde er mit der Comedy-Serie ’t Schaep met de 5 pooten (deutsch: Das Schaf mit 5 Beinen; die Handlung ist um die Stammgäste einer Gaststätte angesiedelt) bekannt, ebenso wie mit Sketchen in der Satire-Sendung Kanniewaarzijn, in der seit 2011 Schildbürgerstreiche rund um staatliche Baumaßnahmen oder Behördenpossen aufs Korn genommen werden. Diese Auftritte stehen gleichwohl in Kontrast zu seinen ernsten Theaterrollen.
Er arbeitete auch als Synchronsprecher, etwa in der niederländischen Fassung von Flubber (1997) oder gab animierten Figuren ihre (niederländische) Stimme, wie Aladdin (1992) und Hercules (1997).
Bokma spricht fließendes, akzentfreies Deutsch.

## Preise und Auszeichnungen
- 1989: Goldenes Kalb für seine Rolle des Bräutigams Nico im Film Leedvermaak (1992 als Leas Hochzeit in Deutschland)
- 1993: Albert van Dalsumring aus der Hand von Peter Oosthoek. Im Juni 2004 gab Bokma den Ring an seinen Freund Gijs Scholten van Aschat weiter
- 1093: Gouden Hart für die Rolle des Jago in Othello
- 1994: Louis d’Or für die Titelrolle im Theaterstück Richard III. von Shakespeare (Toneelgroep Amsterdam)
- 2001: Goldenes Kalb „Bester Schauspieler in einem Fernsehdrama“ für seine Rolle in Belager
- 2002: Paul Steenbergen-penning aus der Hand von Willem Nijholt. 2008 reichte Bokma ihn weiter an Jacob Derwig
- 2003: Goldenes Kalb „Besonderer Preis der Jury“ an die gesamte Besetzung des Films Cloaca
- 2004: Arlecchino für seine Rolle als General Ezra Mannon in Trauer muss Elektra tragen (Toneelgroep Amsterdam)
- 2007: Den Emmy Award für seine Rolle in der VPRO-Produktion De uitverkorene engl.: The Chosen One, Thema: Aufstieg und Fall der Firma Baan. Diesen Preis teilte er mit der britischen Schauspielerin Jim Broadbent.[3]
- 2013: Louis d’Or für die Hauptrolle in De casanova’s van de vastgoedfraude (Theatergruppe De verleiders)
- 2013: Goldenes Kalb für seine Rolle in der Fernsehserie De Prooi
- 2014: der Fernsehpreis De tv-beelden für „Beste Hauptrolle“ für seinen Auftritt in dem Fernseh-Dreiteiler De Prooi
- 2019: Johan Kaartprijs für ihn als Schauspieler, „der das Sehvergnügen seines Publikums immer an die erste Stelle stellt und immer die vollen 100 Prozent gibt, um das Beste aus sich und seinen Rollen herauszuholen“[4]

## Filmografie (Auswahl)
- 1983 – Giovanni
- 1986 – De aanslag
- 1987 – Vroeger is dood
- 1989 – Leedvermaak (Leas Hochzeit) – Nico
- 1989 – De avonden
- 1989–1994 – We zijn weer thuis (Fernsehserie)
- 1991 – De provincie
- 1994 – Oude Tongen
- 1995 – Frans en Duits
- 1995 – Hoogste tijd
- 1996 – Advocaat van de hanen
- 1997 – Gordel van smaragd
- 1999 – Baantjer: De Cock en de wraak zonder einde (Fernsehfilm) – Erwin Raven
- 1999 – De rode zwaan
- 2001 – Die geheimnisvolle Minusch (Minoes) – Ellemeet, Leiter einer Deodorantfabrik
- 2001 – Qui vive – Nico
- 2003 – Das Interview – Pierre, Journalist
- 2003 – Cloaca
- 2004 – Amazones – Zeger
- 2005 – Masterclass
- 2005 – Gooische Vrouwen (Feine Freundinnen) – Herbert van Bokwijk
- 2006 – Ober – Geschäftsmann (Regie: Alex van Warmerdam)
- 2006 – ’t Schaep met de 5 pooten – Kootje de Beer, Café-Besitzer
- 2006 – De uitverkorene
- 2007 – Moordwijven (Killer Babes) – Dr. Bilderberg
- 2008 – Bloedbroeders
- 2009 – ’t Vrije Schaep – Kootje de Beer, Campingplatzaufsicht
- 2009 – Happy End – Nico
- 2009 – Op bezoek bij George W. Bush – Jan Peter Balkenende
- 2009 – Zeg ’ns Aaa (Fernsehserie) – Lucas Bender
- 2009 – Komt een vrouw bij de dokter (Love Life – Liebe trifft Leben) – Hausarzt
- 2009 – Terug naar de kust (Buchverfilmung von Das dunkle Haus von Saskia Noort) – Detektiv Van Wijk
- 2009 – De Hel van ’63 – Kommissar der Königin Harry Linthorst Homan
- 2009 – Van Zon op Zaterdag – gewinnsüchtiger Bankier
- 2010–2011 – ’t Spaanse Schaep – Kootje de Beer
- 2010–2014 – Bloedverwanten – Ronald Mok
- 2011 – Schlafkrankheit – Ebbo Velten
- 2011 – De bende van Oss – Sal Hedeman
- 2012 – Quiz – Der Mann
- 2013 – ’t Schaep in Mokum – Kootje de Beer
- 2013 – Borgman – Priester
- 2013 – De Prooi (Fernsehserie) – Rijkman Groenink
- 2013 – Smoorverliefd – Bob
- 2013 – Speelman – Sweder Speelman
- 2013 – Van God Los – Freek Verbeek
- 2015 – ’t Schaep Ahoy – Kootje de Beer
- 2015 – Popoz (Comedy-Serie) – Mercator
- 2015–2016 – Rundfunk (Comedy) – Lehrer Heydrich (Parodie eines Hitler-ähnlichen Deutschlehrers)
- 2016 – De Maatschap (Dramaserie) – Auschwitz-Überlebender Meyer
- 2016 – Tonio. Een requiemroman – Adrianus Franciscus Theodorus van der Heijden
- 2017 – Kanniewaarzijn (Satiresendung)
- 2018 – Bankier van het verzet (Der Bankier des Widerstands) – Meinoud Rost van Tonningen
- 2019 – De Patrick – Herman
- 2020 – Nieuw zeer (Fernsehserie)
- 2020 – Mocro Maffia (Fernsehserie) – Polizist Gerben van Jaren
- 2020 – Rundfunk: Jachterwachter – Ronnie Bosboom Sr.
- 2021 – Captain Nova (Science-Fiction-Film für Jugendliche mit dem Themenschwerpunkt: Folgen der globalen Erwärmung)
- 2023 – Weil der Mensch erbärmlich ist